# Літчфілд (Кентуккі)
Літчфілд (англ. Leitchfield) — місто (англ. city) в США, в окрузі Ґрейсон штату Кентуккі. Населення — 6404 особи (2020).

## Географія
Літчфілд розташований за координатами 37°29′10″ пн. ш. 86°17′3″ зх. д. / 37.48611° пн. ш. 86.28417° зх. д. (37.486075, -86.284104).  За даними Бюро перепису населення США в 2010 році місто мало площу 28,22 км², з яких 28,11 км² — суходіл та 0,11 км² — водойми.

## Демографія
Згідно з переписом 2010 року, у місті мешкало 6699 осіб у 2548 домогосподарствах у складі 1559 родин. Густота населення становила 237 осіб/км².  Було 2788 помешкань (99/км²).
Расовий склад населення:
| - 94,4 % — білих - 3,1 % — чорних або афроамериканців - 0,8 % — азіатів - 0,2 % — корінних американців - 0,1 % — вихідців з тихоокеанських островів |

До двох чи більше рас належало 1,2 %. Частка іспаномовних становила 1,5 % від усіх жителів.
За віковим діапазоном населення розподілялося таким чином: 22,9 % — особи молодші 18 років, 61,6 % — особи у віці 18—64 років, 15,5 % — особи у віці 65 років та старші. Медіана віку мешканця становила 36,0 року. На 100 осіб жіночої статі у місті припадало 104,1 чоловіків;  на 100 жінок у віці від 18 років та старших — 100,2 чоловіків також старших 18 років.
Середній дохід на одне домашнє господарство  становив 40 321 долар США (медіана — 27 910), а середній дохід на одну сім'ю — 46 185 доларів (медіана — 30 922). Медіана доходів становила 37 172 долари для чоловіків та 33 448 доларів для жінок. За межею бідності перебувало 29,0 % осіб, у тому числі 41,2 % дітей у віці до 18 років та 12,1 % осіб у віці 65 років та старших.
Цивільне працевлаштоване населення становило 2495 осіб. Основні галузі зайнятості: виробництво — 21,9 %, освіта, охорона здоров'я та соціальна допомога — 19,9 %, будівництво — 11,8 %, мистецтво, розваги та відпочинок — 11,1 %.